# Тюмбелек
Тюмбелек или „хлопка“ е традиционен български кован звънец поставян на добитъка. Изчукват се от стоманена или медна ламарина в овална форма с елипсовиден отвор, който е по-малък от най-широката част на звънеца. От вътрешната страна е окачен език, а на външната се изработва ухо за прикрепяне на ремък. Полират се с мед, за да се подобри звученето.
Двата основни вида тюмбелеци са тези с проста овална форма (т.нар солунски тюмбелеци) и такива с рогчета в най-широката част (яналии).